# Broteochactas
Broteochactas är ett släkte av skorpioner. Broteochactas ingår i familjen Chactidae.
Broteochactas är enda släktet i familjen Chactidae.
Kladogram enligt Catalogue of Life:
| Broteochactas | \| \| Broteochactas gollmeri \| \| \| \| \| \| Broteochactas laui \| \| \| \| |
|               | \| \| Broteochactas gollmeri \| \| \| \| \| \| Broteochactas laui \| \| \| \| |
|               | Broteochactas gollmeri                                                        |
|               |                                                                               |
|               | Broteochactas laui                                                            |
|               |                                                                               |